# Liste der Naturdenkmale in Waghäusel
| Naturdenkmale | Anzahl |
| ------------- | ------ |
| FND           | 2      |
| END           | 0      |
| Gesamt        | 2      |

Die Liste der Naturdenkmale in Waghäusel nennt die verordneten Naturdenkmale (ND) der im baden-württembergischen Landkreis Karlsruhe liegenden Stadt Waghäusel. In Waghäusel gibt es insgesamt zwei als Naturdenkmal geschützte Objekte, alle sind flächenhafte Naturdenkmale (FND), keines ist ein Einzelgebilde-Naturdenkmal (END).
Stand: 1. November 2016.

## Flächenhafte Naturdenkmale (FND)
| Name                     | Bild | Kennung     | Einzelheiten | Position | Fläche Hektar | Datum         |
| ------------------------ | ---- | ----------- | ------------ | -------- | ------------- | ------------- |
| Brachfläche am Bahnhof   | BW   | 82151060002 | Waghäusel    | ⊙        | 0,5           | 9. Sep. 1991  |
| Sandrasen Waghäusel      | BW   | 82151060001 | Waghäusel    | ⊙        | 0,8           | 22. Feb. 1989 |
| Legende für Naturdenkmal |      |             |              |          |               |               |